# Mecina Tedel
Mecina Tedel (o Mecina-Tedel, también llamada popularmente Mecinilla) es una localidad y pedanía española perteneciente al municipio de Murtas, en la provincia de Granada, comunidad autónoma de Andalucía. Está situada en la parte oriental de la comarca de la Alpujarra Granadina. A cuatro kilómetros del límite con la provincia de Almería, cerca de esta localidad se encuentran los núcleos de Cojáyar y Jorairátar.

## Historia
En este pueblo murió de una fiebre maligna, después de reñir una batalla, Abén Xaguar —cuyo nombre cristianizado era Don Fernando el Zaguer—, tío y protector de Abén Humeya; el fallecimiento ocurrió a los pocos meses de que hubiese exclamado Abén Aboo: «¡Por Dios, que el Zaguer vive y yo muero!»
Antes conocida como "Mezina de Thedel", Mecina Tedel fue un municipio independiente hasta que, en 1930, se fusionó con Murtas.
En esta localidad hasta los años 20 se cultivaban morales, cuya simiente era traída de Murcia. La fábrica de hilar la seda, llamada La Candonga, estaba situada por encima de la fuente del pueblo, en donde había una caldera con agua hirviendo para echar los capullos de los gusanos de seda. Se usaban unos cepillos de alambre y se sacaba la seda enganchada con otros aparatos, acabando haciéndose madejas. La seda era llevada a Murcia, tomada por onzas; la de mejor calidad era premiada hasta con medallas. Después, se trasladó la fábrica a Ugíjar, donde funcionó hasta 1925. También el pueblo llegó a tener siete molinos de grano, dos fábricas de aguardiente y seis telares. El último telar fue llevado a una aldea de Adra en 1940, terminando así con la industria de Mecina Tedel.

## Demografía
| Gráfica de evolución demográfica de Mecina Tedel entre 1842 y 1920 |
| |
| Población de derecho según los censos de población del INE Población de hecho según los censos de población del INEEn 1930 este municipio desaparece porque se integra en el municipio Murtas |

| Gráfica de evolución demográfica de Mecina Tedel entre 2002 y 2021 |
|                                                                    |
| Datos según el nomenclátor publicado por el INE                    |

## Cultura

### Fiestas
Durante las fiestas patronales de Mecina Tedel se celebra la función de moros y cristianos, como en buena parte del resto del Levante peninsular. El principal protagonista es el santo patrón de la localidad —San Fernando—, que es solicitado primero y luego conquistado por los moros en la primera parte de la función, hasta que es rescatado por los cristianos en la segunda parte.
Los personajes principales de cada bando son rey, general, embajador y espía. Las tropas, están integradas por jóvenes y niños, pero con importante participación de personas mayores. La indumentaria se caracteriza por la ausencia de riqueza, libertad en la decoración y algunos importantes anacronismos. En los texto siempre figura la queja de los moros por su expulsión de España y bravatas de ambos bandos.

### Costumbres
En Mecina Tedel se conserva una gran afición por los trovos, una tradición musical muy extendida en Las Alpujarras. Los trovos son quintillas —estrofas de cinco versos, normalmente octosílabos— que se cantan con el acompañamiento musical de instrumentos de cuerda. Sus características primordiales son letras mordaces y sarcásticas y, sobre todo, la improvisación y la rapidez de las respuestas de unos trovadores a otros, lo que los alpujarreños llaman el arte de repentizar.